# بیابان‌زی (گونه)
بیابان‌زی (نام علمی: Eremobium aegyptiacum) نام یک گونه (زیست‌شناسی) از سرده بیابان‌زی است.